# Nik Turner
Nicholas "Nik" Turner (Oxford, 26 de agosto de 1940-10 de noviembre de 2022) fue un músico británico, conocido principalmente por su participación en el grupo Hawkwind en los años 70.

## Carrera
Turner conoció a su futuro compañero en Hawkwind, Dave Brock en 1967 en Haarlem, Holanda, un par de años después sería convocado para ser parte del grupo, al que proveyó de un sonido distintivo con su saxo, flauta y eventuales vocalizaciones, además de colaborar en la composición regularmente.
Permaneció en Hawkwind desde su formación, en 1969, hasta 1976, año en que fue expulsado, y su nombre se asocia con la mejor y más exitosa época del grupo, de la que también formó parte Lemmy Kilmister.
A partir de 1977 comenzó su carrera en solitario, con su grupo Nik Turner's Sphynx, lanzando el álbum "Xitintoday" en 1978, disco de corte espacial y místico, del cual algunas tomas fueron grabadas por Turner en las cámaras de los reyes de la Gran Pirámide de Guiza.
A lo largo de los años Turner participó en proyectos variopintos, como invitado de numerosos artistas, e incluso colaboró con Hawkwind repetidas veces, nombre al que de algún modo siempre siguió ligado, como invitado principalmente.

## Discografía solista y proyectos
- 1978 – Nik Turner's Sphynx – Xitintoday
- 1993 – Nik Turner – Sphynx
- 1994 – Nik Turner – Prophets of Time
- 1995 – Nik Turner – Space Ritual 1994 Live
- 1995 – Pinkwind – Festival of the Sun
- 1995 – Anubian Lights – Eternal Sky
- 1996 – Hawkfairies – Purple Haze
- 1996 – Anubian Lights – The Jackal and Nine EP
- 1996 – Nik Turner – Past or Future?
- 1998 – Anubian Lights – Let Not the Flame Die Out
- 2000 – Nik Turner's Sphynx – Live at Deeply Vale
- 2001 - 2001 A Space Rock Odyssey
- 2001 – Nik Turner's Fantastic All Stars – Kubanno Kickasso
- 2013 – Nik Turner – Space Gypsy